# Verbascum pubescens
Verbascum pubescens är en flenörtsväxtart som först beskrevs av Sidney Alfred Skan, och fick sitt nu gällande namn av Huber-morath. Verbascum pubescens ingår i släktet kungsljus, och familjen flenörtsväxter. Inga underarter finns listade i Catalogue of Life.